# Гукер (Оклахома)
Гукер (англ. Hooker) — місто (англ. city) в США, в окрузі Техас штату Оклахома. Населення — 1802 особи (2020).

## Географія
Гукер розташований за координатами 36°51′43″ пн. ш. 101°12′53″ зх. д. / 36.86194° пн. ш. 101.21472° зх. д. (36.861808, -101.214658).  За даними Бюро перепису населення США в 2010 році місто мало площу 2,38 км², уся площа — суходіл. В 2017 році площа становила 2,73 км², уся площа — суходіл.

### Клімат
| Клімат : Гукер        | Клімат : Гукер | Клімат : Гукер | Клімат : Гукер | Клімат : Гукер | Клімат : Гукер | Клімат : Гукер | Клімат : Гукер | Клімат : Гукер | Клімат : Гукер | Клімат : Гукер | Клімат : Гукер | Клімат : Гукер | Клімат : Гукер |
| Показник              | Січ.           | Лют.           | Бер.           | Квіт.          | Трав.          | Черв.          | Лип.           | Серп.          | Вер.           | Жовт.          | Лист.          | Груд.          | Рік            |
| Середній максимум, °C | 8,6            | 11,3           | 16,4           | 22,3           | 26,6           | 31,9           | 34,8           | 33,5           | 28,8           | 23,3           | 14,9           | 9,4            | 21,8           |
| Середній мінімум, °C  | −7,6           | −5             | −0,9           | 4,8            | 10,2           | 15,7           | 18,4           | 17,3           | 12,7           | 5,8            | −0,9           | −6,1           | 5,4            |
| Норма опадів, мм      | 10             | 15             | 30             | 36             | 76             | 74             | 58             | 58             | 53             | 23             | 20             | 10             | 462            |
| --------------------- | -------------- | -------------- | -------------- | -------------- | -------------- | -------------- | -------------- | -------------- | -------------- | -------------- | -------------- | -------------- | -------------- |
| Джерело: weather.com  |                |                |                |                |                |                |                |                |                |                |                |                |                |

## Демографія
Згідно з переписом 2010 року, у місті мешкало 1918 осіб у 683 домогосподарствах у складі 506 родин. Густота населення становила 807 осіб/км².  Було 777 помешкань (327/км²).
Расовий склад населення:
| - 81,8 % — білих - 1,7 % — корінних американців - 0,3 % — чорних або афроамериканців - 0,1 % — азіатів - 13,2 % — осіб інших рас |

До двох чи більше рас належало 3,0 %. Частка іспаномовних становила 33,6 % від усіх жителів.
За віковим діапазоном населення розподілялося таким чином: 33,1 % — особи молодші 18 років, 55,0 % — особи у віці 18—64 років, 11,9 % — особи у віці 65 років та старші. Медіана віку мешканця становила 31,1 року. На 100 осіб жіночої статі у місті припадало 105,8 чоловіків;  на 100 жінок у віці від 18 років та старших — 96,5 чоловіків також старших 18 років.
Середній дохід на одне домашнє господарство  становив 64 405 доларів США (медіана — 54 107), а середній дохід на одну сім'ю — 76 799 доларів (медіана — 61 076). Медіана доходів становила 41 167 доларів для чоловіків та 35 926 доларів для жінок. За межею бідності перебувало 13,8 % осіб, у тому числі 28,9 % дітей у віці до 18 років та 6,8 % осіб у віці 65 років та старших.
Цивільне працевлаштоване населення становило 995 осіб. Основні галузі зайнятості: виробництво — 15,6 %, освіта, охорона здоров'я та соціальна допомога — 14,9 %, сільське господарство, лісництво, риболовля — 12,7 %.